# Cyril
Cyril – miasto w Stanach Zjednoczonych, w stanie Oklahoma, w hrabstwie Caddo.